# جفبلار سيلاني
جفبلار سيلاني (الاسم العلمي:Dichapetalum zeylanicum) هو نوع من النباتات يتبع جنس الجفبلار من الفصيلة الجفبلارية.